# Unió Internacional de Llogaters
La Unió Internacional de Llogaters (IUT) és una organització no governamental que representa 74 organitzacions de llogaters de 51 països que defensa els drets dels llogaters i defensa els interessos dels llogaters. Els objectius declarats de l'IUT inclouen salvaguardar els interessos dels llogaters i la promoció d'habitatges assequibles i saludables a tot el món. L'IUT és una organització política sense partit, que treballa en línies democràtiques.
L'IUT té estatus consultiu amb el Consell Econòmic i Social de les Nacions Unides i la Comissió Econòmica per a Europa (ECE) - Comitè d'Assentaments Humans i des de 2005 té estatus participatiu amb el Consell d'Europa.
L'oficina central d'IUT es troba a Estocolm, Suècia i Marie Linder, de la Unió Sueca de Llogaters, n'és la presidenta des del 2019. Els vicepresidents són Jan Laurier (Països Baixos) i Rolf Gassmann (Alemanya). El secretari general és Dan Nicander. L'IUT gestiona una oficina d'enllaç a la Unió Europea a Brussel·les, on Barbra Steenbergen n'és el cap. La IUT celebra una conferència internacional cada tres anys.

## Història

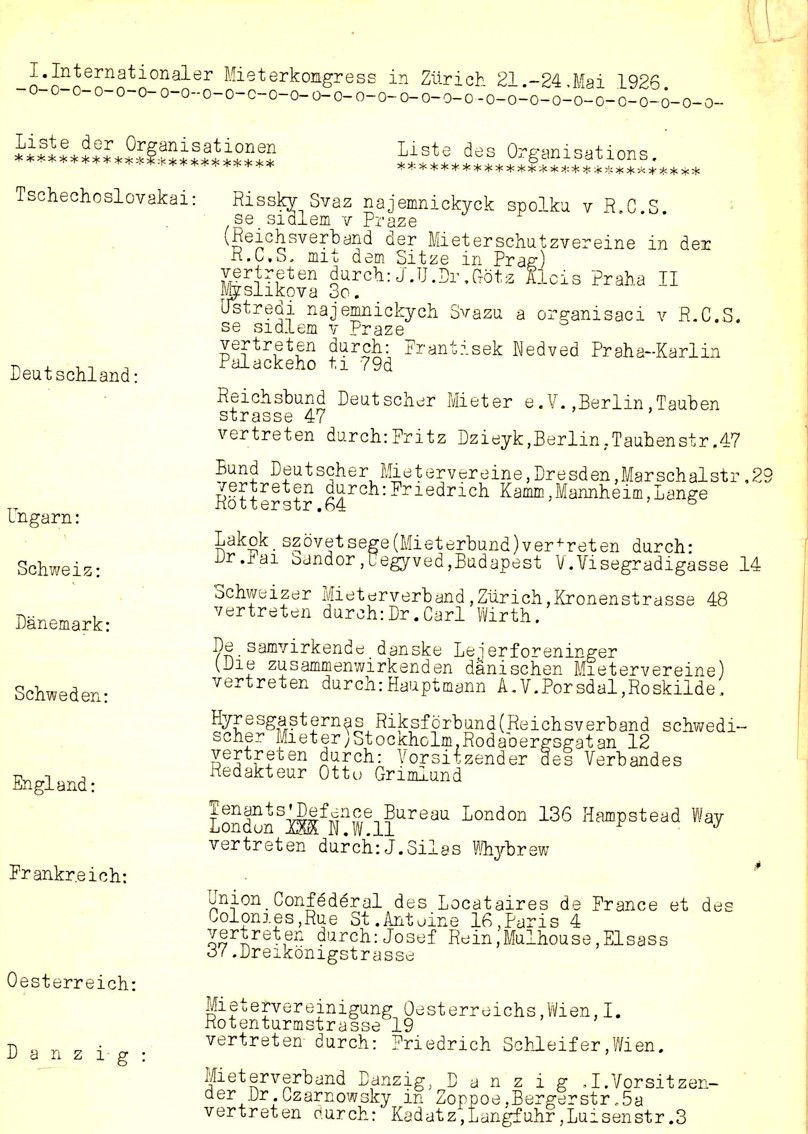
Unió Internacional de Llogaters (IUT) - Organitzacions fundadores

La Lliga Internacional d'Inquilins es va fundar el maig de 1926 a Zuric, Suïssa com la Lliga Internacional d'Inquilins en el primer congrés internacional d'arrendataris a Zuric, Suïssa, per iniciativa dels sindicats de llogaters a Suècia, Alemanya, Àustria i Suïssa. El congrés fundacional també va incloure sindicats de Txecoslovàquia, Danzig, Hongria, Dinamarca, el Regne Unit i França.
Després de l'elecció d'Adolf Hitler el 1933, les tensions dins de la Lliga van augmentar, amb l'esclat de la Segona Guerra Mundial l'organització va deixar de funcionar. La Lliga es va restablir el 1955 i es va començar a denominar Unió Internacional de Llogaters (IUT).
El 1974, l'IUT va adoptar una Carta dels Llogaters com a document de política principal, que va ser substituïda el 2004 per una nova Carta dels Llogaters. La carta inclou objectius declarats com ara la seguretat de la tinença, l'accessibilitat, la qualitat de l'habitatge, la participació democràtica dels llogaters en l'habitatge i el dret dels llogaters a organitzar-se per defensar els seus interessos.
L'any 1986 l'IUT va establir el Dia Internacional dels Llogaters anuals per coincidir amb el Dia Mundial de l'Hàbitat de les Nacions Unides, que té lloc cada any el primer dilluns d'octubre.